# گایوس ماکوتا
گایوس ماکوتا (انگلیسی: Gaius Makouta؛ زادهٔ ۲۵ ژوئیهٔ ۱۹۹۷) بازیکن فوتبال اهل فرانسه است.
از باشگاه‌هایی که در آن بازی کرده‌است می‌توان به باشگاه فوتبال لو آور اشاره کرد.
وی همچنین در تیم ملی فوتبال کنگو بازی کرده‌است.